# Elizabeth (Colorado)
Pour les articles homonymes, voir Elizabeth.
Elizabeth est une ville américaine située dans le comté d'Elbert dans le Colorado.
Selon le recensement de 2010, Elizabeth compte 1 358 habitants. La municipalité s'étend sur 1,25 milles carrés (3,24 km2).
La ville est ainsi nommée par John Evans en l'honneur de sa belle-sœur.

## Démographie
| 1900 | 1910 | 1920 | 1930 | 1940 | 1950 |
| ---- | ---- | ---- | ---- | ---- | ---- |
| 215  | 194  | 230  | 266  | 275  | 263  |

| 1960 | 1970 | 1980 | 1990 | 2000  | 2010  |
| ---- | ---- | ---- | ---- | ----- | ----- |
| 326  | 493  | 789  | 818  | 1 434 | 1 358 |